# Rodrigo de Quiroga
Rodrigo de Quiroga y López de Ulloa (San Juan de Boime, 1512 — Santiago, 25 de fevereiro de 1580) foi um conquistador espanhol e governador do Reino do Chile por duas vezes.
Filho de Hernando Camba de Quiroga e de María López de Ulloa. No ano de 1535 viajou ao Peru e participou da exploração do Chaco na expedição de Diego de Rojas. Anos depois, chegou ao Chile acompanhando o grupo dirigido pelo conquistador Francisco de Aguirre, que se uniu no Atacama a Francisco de Villagra e a Pedro de Valdivia na marcha pela conquista do Chile.